# Boys Town Gang
I Boys Town Gang sono stati un gruppo musicale statunitense.

## Storia del gruppo
I Boys Town Gang erano originari di San Francisco. Vennero fondati nel 1980 dal DJ Bill Motley, il quale ebbe l'idea di creare un gruppo di disco music che strizzasse l'occhio alla vasta clientela gay della sua città. Scritturò allora la cantante Cynthia Manley e produsse l'album Cruisin' the Streets nel 1981. La natura esplicita dei testi delle canzoni contenute nell'album sono sottolineate dalla copertina, la quale reca la scritta «Attenzione: il contenuto di questo disco può contenere materiale inadatto ai bambini o ai puritani». L'album entrò nella top 15 degli album disco. La Manley lasciò poi il gruppo e il suo posto fu preso da Jackson Moore per produrre, l'anno successivo, il secondo album, Disc Charge. I Boys Town Gang sono noti per la loro versione del brano Can't Take My Eyes Off You del 1982, che scalò le classifiche in Belgio, Paesi Bassi e Spagna. Dopo l'uscita del loro terzo album A Cast of Thousands del 1984, il gruppo si sciolse. In seguito Moore avviò la carriera da solista.

## Formazione
- Cynthia Manley (1980-1981)
- Jackson Moore (1981-1984)
- Tom Morley (1980-1984)
- Bruce Carlton (1981-1984)

## Discografia

### Album
- 1981 - Cruisin' the Streets
- 1982 - Disc Charge
- 1984 - A Cast of Thousands

### Singoli
| Anno | Singolo                                          | Piazzamento in classifica | Piazzamento in classifica | Piazzamento in classifica | Piazzamento in classifica | Piazzamento in classifica | Piazzamento in classifica | Piazzamento in classifica | Piazzamento in classifica |
| Anno | Singolo                                          | AUS                       | BE (FLA)                  | GER                       | IRE                       | NL 40                     | NL 100                    | UK                        | US Dance                  |
| ---- | ------------------------------------------------ | ------------------------- | ------------------------- | ------------------------- | ------------------------- | ------------------------- | ------------------------- | ------------------------- | ------------------------- |
| 1981 | Remember Me"/"Ain't No Mountain High Enough      | -                         | 17                        | -                         | -                         | 7                         | 13                        | 46                        | 5                         |
| 1981 | Cruisin' the Streets (solo USA)                  | -                         | -                         | -                         | -                         | -                         | -                         | -                         | -                         |
| 1982 | You're the One"/"Disco Kicks (solo USA e Canada) | -                         | -                         | -                         | -                         | -                         | -                         | -                         | 6                         |
| 1982 | Can't Take My Eyes Off You                       | 21                        | 1                         | 43                        | 5                         | 1                         | 1                         | 4                         | 15                        |
| 1982 | Signed, Sealed, Delivered (I'm Yours)            | -                         | 7                         | -                         | -                         | 8                         | 9                         | 50                        | 15                        |
| 1982 | Come and Get Your Love                           | -                         | 32                        | -                         | -                         | -                         | 37                        | -                         | 15                        |
| 1983 | I Just Can't Help Believing                      | -                         | 29                        | -                         | -                         | 25                        | 22                        | 82                        | 15                        |
| 1984 | Yester-Me, Yester-You, Yesterday                 | -                         | -                         | -                         | -                         | -                         | -                         | -                         | -                         |
| 1984 | Brand New Me                                     | -                         | -                         | -                         | -                         | -                         | -                         | -                         | -                         |
| 1984 | Dance Trance Medley                              | -                         | -                         | -                         | -                         | -                         | -                         | -                         | -                         |
| 1985 | When Will I See You Again                        | -                         | -                         | -                         | -                         | -                         | -                         | -                         | -                         |
| 1988 | Mega Mix                                         | -                         | -                         | -                         | -                         | -                         | 82                        | -                         | -                         |
| 1989 | Wanted for Murder!                               | -                         | -                         | -                         | -                         | -                         | -                         | -                         | -                         |
| 1996 | Can't Take My Eyes Off You (Remix del 1996)      | -                         | -                         | -                         | -                         | -                         | -                         | 86                        | -                         |
| 1997 | Disco Kicks (solo USA)                           | -                         | -                         | -                         | -                         | -                         | -                         | -                         | 45                        |